# Élections municipales de 2020 à Saint-Denis (La Réunion)
Pour un article plus général, voir Élections municipales de 2020 à La Réunion.
Pour les articles homonymes, voir Élections municipales de 2020 à Saint-Denis.
Les élections municipales françaises de 2020 à Saint-Denis visent à procéder au renouvellement du conseil municipal. Le premier tour a lieu le 15 mars 2020. Le second tour, initialement prévu le 22 mars suivant, est reporté en raison de la pandémie de Covid-19.

## Candidats

### Gilets jaunes et La France insoumise
Magaly Onesio est tête de liste de « Aster Lo Pèp » (« Maintenant le peuple » en créole réunionnais), une liste qui contient à la fois des membres de La France insoumise et des Gilets jaunes de l'association Tous unis.

### Génération écologie et Rassemblement des écologistes réunionnais
Ancienne miltante d'Europe Écologie Les Verts (tête de liste aux élections européennes de 2014, adjointe au maire dionysien depuis 2014 et élue conseillère départementale en 2015), désormais membre de Génération écologie et du Rassemblement des écologistes réunionnais qu'elle a cofondé, Yvette Duchemann souhaite représenter une liste écologiste aux élections municipales.

### Parti socialiste et Parti communiste réunionnais
Ericka Bareigts, secrétaire d'État puis ministre sous le gouvernement Valls II, est la candidate de la majorité socialiste sortante. Sa liste « Saint-Denis pour tous » reçoit la participation du Parti communiste réunionnais.
Sont présents sur la liste le maire Gilbert Annette (en huitième position), les sportifs Leila Lejeune et Daniel Sangouma ainsi que l'économiste Jean-Yves Rochoux.

### Parti radical de gauche
Président de la section locale du Parti radical de gauche en 2015, Rémy Massain est la tête de la liste « Tous ensemble pour Saint-Denis ».

### Ensemble pour La Réunion
Jean-Roland Ango, déjà candidat pour le Mouvement pour l'initiative citoyenne aux élections européennes de 2019 et aux élections législatives de 2017 comme dissident de La République en marche, annonce sa candidature en juin 2019. Il se présente comme « centriste, [...] ni de droite, ni de gauche ».
Il fusionne sa liste en février 2020 avec celle d'Ensemble pour La Réunion menée par Éric Beeharry. Ce dernier devient tête de liste d'« Ensemble pour un nouveau St-Denis ».

### La République en marche et Union des démocrates et indépendants
La sénatrice Nassimah Dindar, membre de l'Union des démocrates et indépendants, est tête de liste « Saint-Denis en l'air ». Elle obtient l'investiture de La République en marche en décembre 2019.
On retrouve notamment sur sa liste son mari Ibrahim Dindar (en), la chanteuse Sega'El, le dissident de La France insoumise Erick Fontaine ou encore Clément Ah-Line, figure de l'opposition au mariage pour tous.

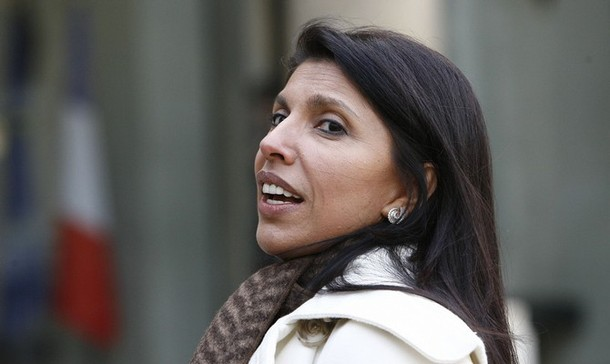
Nassimah Dindar.

### Croire et oser
Vanessa Payet est tête de liste pour le parti Croire et oser. Frédéric Maillot est numéro deux sur la liste.

### Divers droite
Alain Armand, conseiller départemental divers droite, est candidat pour la liste « Changer Saint-Denis ensemble », qui se présente comme ni de droite ni de gauche.

### Objectif Réunion
Didier Robert, ancien parlementaire de droite et président du conseil régional de La Réunion au moment du scrutin, est candidat pour Objectif Réunion. Il est tête de liste de « Saint-Denis, c'est le moment »,.

### Rassemblement national
Le Gilet jaune Sonny Welmant est candidat pour le Rassemblement national. Il avait d'abord l'investiture du parti de gauche Génération.s.

## Résultats
|                                      |                          |                          |              |              |             |             |        |        |  |
| Tête de liste                        | Tête de liste            | Liste                    | Premier tour | Premier tour | Second tour | Second tour | Sièges | Sièges |  |
| Tête de liste                        | Tête de liste            | Liste                    | Voix         | %            | Voix        | %           | CM     | CC     |  |
|                                      | Ericka Bareigts          | PS-PCR                   | 17 285       | 42,69        | 26 309      | 58,89       | 44     | 26     |  |
| Saint-Denis pour tous                |                          |                          | 17 285       | 42,69        | 26 309      | 58,89       | 44     | 26     |  |
|                                      | Nassimah Dindar          | UDI-LREM                 | 5 266        | 13,00        | 26 309      | 58,89       | 44     | 26     |  |
| Saint-Denis en l'air                 |                          |                          | 5 266        | 13,00        | 26 309      | 58,89       | 44     | 26     |  |
|                                      | Didier Robert            | OR                       | 10 073       | 24,88        | 18 368      | 41,11       | 11     | 6      |  |
| Saint-Denis c'est le moment          |                          |                          | 10 073       | 24,88        | 18 368      | 41,11       | 11     | 6      |  |
|                                      | Vanessa Payet            | CO                       | 3 026        | 7,47         |             |             |        |        |  |
| Osons ensemble                       |                          |                          | 3 026        | 7,47         |             |             |        |        |  |
|                                      | Alain Armand             | DVD                      | 1 574        | 3,88         |             |             |        |        |  |
| Changer Saint-Denis ensemble         |                          |                          | 1 574        | 3,88         |             |             |        |        |  |
|                                      | Yvette Duchemann         | GE-RER                   | 1 125        | 2,77         |             |             |        |        |  |
| Génération écologie                  |                          |                          | 1 125        | 2,77         |             |             |        |        |  |
|                                      | Sonny Welmant            | RN                       | 956          | 2,36         |             |             |        |        |  |
| Soyons les forces du changement      |                          |                          | 956          | 2,36         |             |             |        |        |  |
|                                      | Magaly Onesio            | GJ-LFI                   | 880          | 2,17         |             |             |        |        |  |
| Astèr lo pép !                       |                          |                          | 880          | 2,17         |             |             |        |        |  |
|                                      | Rémy Massain             | PRG                      | 218          | 0,53         |             |             |        |        |  |
| Tous ensemble pour Saint-Denis       |                          |                          | 218          | 0,53         |             |             |        |        |  |
|                                      | Éric Beeharry            | EPR                      | 80           | 0,19         |             |             |        |        |  |
| Ensemble pour un nouveau Saint-Denis |                          |                          | 80           | 0,19         |             |             |        |        |  |
|                                      |                          |                          |              |              |             |             |        |        |  |
| Votes exprimés                       | Votes exprimés           | Votes exprimés           | 40 483       | 95,65        | 44 677      | 93,65       |        |        |  |
| Votes blancs                         | Votes blancs             | Votes blancs             | 845          | 2,00         | 1 569       | 3,29        |        |        |  |
| Votes nuls                           | Votes nuls               | Votes nuls               | 997          | 2,36         | 1 458       | 3,06        |        |        |  |
| Total                                | Total                    | Total                    | 42 325       | 100          | 47 704      | 100         | 55     | 32     |  |
| Abstention                           | Abstention               | Abstention               | 62 073       | 59,46        | 57 181      | 54,52       |        |        |  |
| Inscrits / participation             | Inscrits / participation | Inscrits / participation | 104 398      | 40,54        | 104 885     | 54,52       |        |        |  |